# Dimorphicosmia variegata
Dimorphicosmia variegata is een vlinder uit de familie van de uilen (Noctuidae). De wetenschappelijke naam van deze soort is voor het eerst voorgesteld als Acontia variegata door Charles Oberthür in een publicatie uit 1879.
De soort komt voor in Zuidoost-Siberië, Korea en Japan.